# Державний кордон Брунею

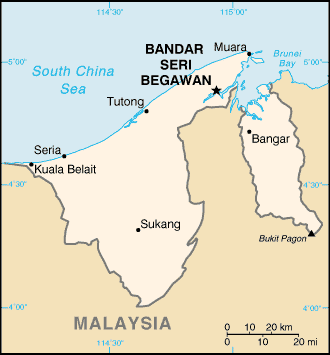
Карта Брунею

Державний кордон Брунею — державний кордон, лінія на поверхні Землі та вертикальна поверхня, що проходить по цій лінії, що визначають межі державного суверенітету Брунею над власними територією, водами, природними ресурсами в них і повітряним простором над ними.

## Сухопутний кордон
Загальна довжина кордону — 266 км. Бруней межує лише з 1 державою, Малайзією, тобто є її напіванклавом. Територія Брунею складається з двох частин, розділених Брунейською затокою, що є напіванклавами Малайзії.
Ділянки державного кордону
| Держава  | Ділянка               | Довжина (км) | Прикордонні регіони | Примітки |
| -------- | --------------------- | ------------ | ------------------- | -------- |
| Малайзія | південь, схід і захід | 266          |                     |          |

## Морські кордони
Бруней омивається на заході й півночі водами Південнокитайського моря Тихого океану. Загальна довжина морського узбережжя 161 км. Згідно з Конвенцією Організації Об'єднаних Націй з морського права (UNCLOS) 1982 року, протяжність територіальних вод країни встановлено в 12 морських миль (22,2 км). Виключна економічна зона встановлена на відстань 200 морських миль (370,4 км) від узбережжя, або серединних ліній.

## Спірні ділянки кордону
В'єтнам має територіальні претензії на частину островів Спратлі в Південнокитайському морі.

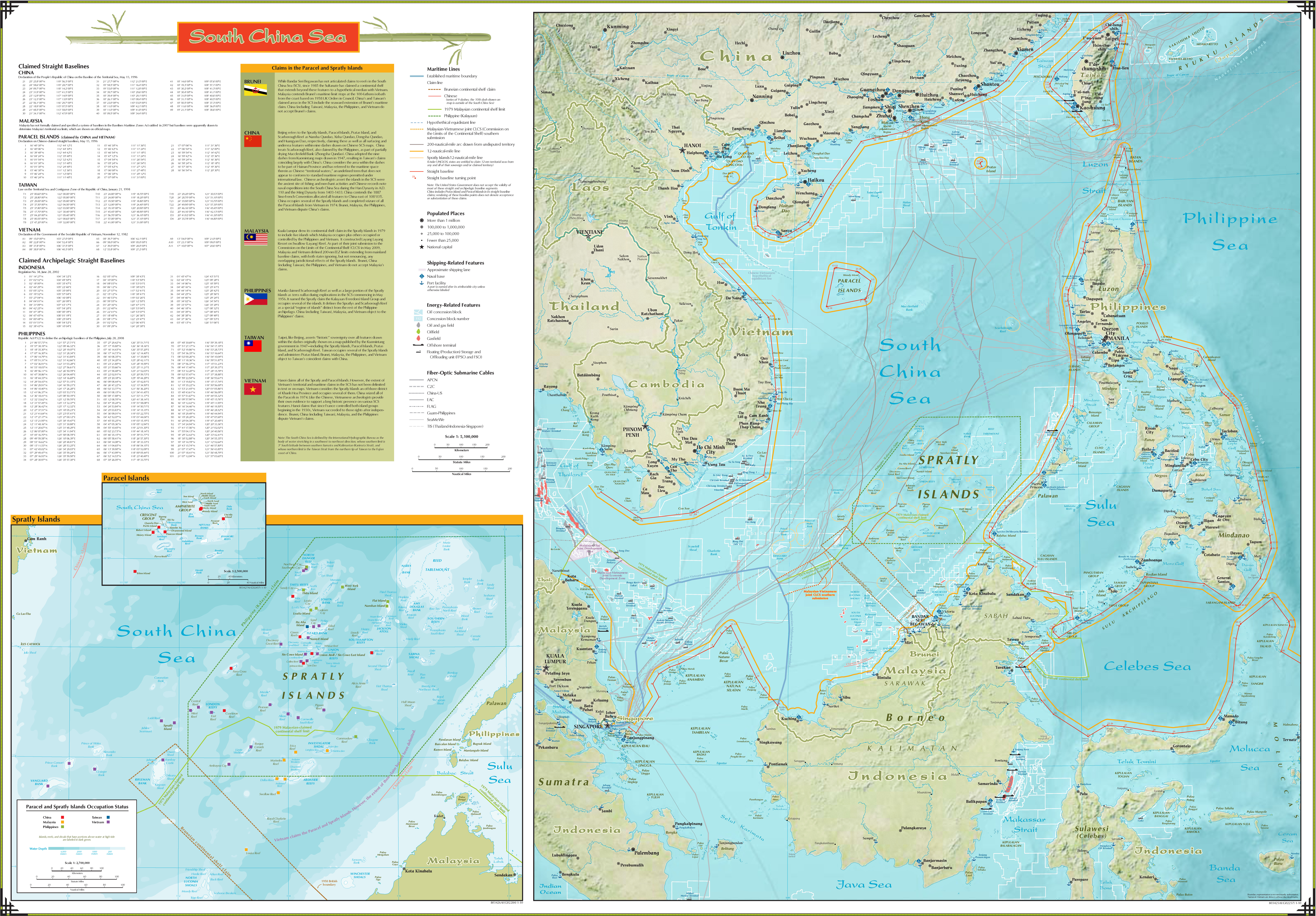
Територіальні претензії країн у Південнокитайському морі